# Biologia ambiental
La biologia ambiental és la branca de la biologia que estudia la relació dels sistemes biològics (organismes, espècies, ecosistemes) amb el seu entorn. És a dir, el coneixement de la biodiversitat i del paper que juga en el funcionament de la biosfera.
La biologia ambiental està arrelada en disciplines amb una llarga tradició de reconeixement dels diferents éssers vius —com la botànica o la zoologia, en altres que tracten del funcionament dels organismes i la seva resposta al medi —la fisiologia— i en altres amb una vocació integradora del conjunt d'éssers vius i del medi —l'ecologia.